# Municipio de Stonington
El municipio de Stonington (en inglés: Stonington Township) es un municipio ubicado en el condado de Christian en el estado estadounidense de Illinois. En el año 2010 tenía una población de 1131 habitantes y una densidad poblacional de 12,07 personas por km².

## Geografía
El municipio de Stonington se encuentra ubicado en las coordenadas 39°39′19″N 89°11′43″O / 39.65528, -89.19528. Según la Oficina del Censo de los Estados Unidos, el municipio tiene una superficie total de 93.67 km², de la cual 93,67 km² corresponden a tierra firme y (0 %) 0 km² es agua.

## Demografía
Según el censo de 2010, había 1131 personas residiendo en el municipio de Stonington. La densidad de población era de 12,07 hab./km². De los 1131 habitantes, el municipio de Stonington estaba compuesto por el 98,14 % blancos, el 0,35 % eran afroamericanos, el 0,09 % eran amerindios, el 0,62 % eran asiáticos, el 0,35 % eran de otras razas y el 0,44 % eran de una mezcla de razas. Del total de la población el 0,88 % eran hispanos o latinos de cualquier raza.